# Glaresis mendica
Glaresis mendica is een keversoort uit de familie Glaresidae. De wetenschappelijke naam van de soort is voor het eerst geldig gepubliceerd in 1885 door Horn.